# 1993년 동계 스페셜 올림픽
제5회 동계 스페셜 올림픽 세계 대회는 1993년 5월 20일부터 5월 27일까지 오스트리아 잘츠부르크, 슐라드밍에서 열린 스페셜 올림픽이다.